# Курозванівська сільська рада
Курозва́нівська сільська́ ра́да — орган місцевого самоврядування в Гощанському районі Рівненської області. Адміністративний центр — село Курозвани.

## Загальні відомості
- Курозванівська сільська рада утворена в 1940 році.
- Територія ради: 17,834 км²
- Населення ради: 1 228 осіб (станом на 2001 рік)
- Територією ради протікає річка Сергіївка.

## Населені пункти
Сільській раді підпорядковані населені пункти:
- с. Курозвани

## Склад ради
Рада складається з 16 депутатів та голови.
- Голова ради: Кравчук Іван Петрович
- Секретар ради: Кравчук Оксана Адамівна

### Керівний склад попередніх скликань
| ПІБ                   | Основні відомості                                            | Дата обрання | Дата звільнення |
| --------------------- | ------------------------------------------------------------ | ------------ | --------------- |
| Кравчук Іван Петрович | Сільський голова, 1967 року народження, освіта, позапартійна | 26.03.2006   | 31.10.2010      |
| Кравчук Іван Петрович | Сільський голова, 1967 року народження, безпартійний         | 31.10.2010   |                 |

Примітка: таблиця складена за даними сайту Верховної Ради України